# 井上萬二
井上 萬二（いのうえ まんじ、1929年3月24日 - 2025年7月14日）は、日本の陶芸家、人間国宝。日本工芸会参与、有田陶芸協会顧問。

## 略歴
佐賀県西松浦郡有田町出身。生家は窯元であったが当時の日本社会情勢から軍人を志し、1944年8月に15歳で海軍飛行予科練習生となった。鹿児島海軍航空隊に入隊し、まず鹿屋航空隊、次いで1945年6月に串良航空隊に配属された。日本の敗戦間際に少年戦闘予備軍であった。（実戦には行っていない）終戦の1945年（昭和20年）に地元九州故郷に帰還復員し、その後に父親の勧めで酒井田柿右衛門 (13代目)の窯元で働き始める。修行7年目の1952年頃に奥川忠右衛門の作品に衝撃を受け、門下生となり白磁や轆轤の技法を学んだ。1958年に酒井田柿右衛門窯を退社し、県立有田窯業試験場の技官として勤務を始める。その傍らで独自の基礎となる意匠や釉薬の研究に励んだ。
1969年（昭和44年）、ペンシルベニア州立大学から有田焼の講師として招かれて渡米し、5ヶ月間担当した。海外での活動はドイツなどでの個展や2002年3月のモナコ国王の在位45年記念の展覧会など、多岐にわたっている。
1968年、第15回日本伝統工芸展で初入選を果たす。1977年に全国伝統的工芸品展通産大臣賞、1987年には第34回日本伝統工芸展で文部大臣賞を受賞した。1995年5月31日に重要無形文化財「白磁」保持者（人間国宝）に認定、1997年紫綬褒章を受章。
2003年11月旭日中綬章を受章。
2017年現在、有田町で息子の井上康徳（2020年佐賀市内の病院で死去、享年62歳）、孫の井上祐希と共に井上萬二窯と平屋建てのギャラリーを構えている。華やかな絵付けが中心の有田焼の中で、なにも筆を加えない中国発祥の白磁に徹するという独特の制作を続けている。直接的間接的に教え子は既に500人、アメリカでも150人を超え、なお後進の育成にも力を注いだ。
2025年7月14日、福岡市内の病院で死去。96歳没。